# Biblioteca Nacional de Serbia
La Biblioteca Nacional de Serbia (en serbio Народна библиотека Србије o Narodna Biblioteka Srbije) se encuentra en Belgrado, Serbia, en el municipio de Vracar, cerca del Templo de San Sava. 
Fundada en 1832 por Gligorije Vozarović, en 1941 fue destruida durante el bombardeo de Belgrado por los nazis en su ataque a la capital del entonces Reino de Yugoslavia. En la biblioteca se perdieron en esa ocasión casi un millón de libros de un valor incalculable. En la actualidad cuenta con más de cinco millones de artículos, entre libros, manuscritos, incunables, microfilm, etc. 
Una de las joyas que se conservan en la biblioteca es el Evangelio de Miroslav, considerado como uno de los más importantes y hermosos libros serbios, manuscrito escrito sobre pergamino, en cirílico uncial. Es una obra litúrgica realizada alrededor de 1180 por dos monjes para el duque Miroslav, hermano de Esteban Nemanja, gran príncipe del estado serbio medieval de Raška.
La Biblioteca forma parte de la Biblioteca Digital Mundial.
Desde agosto de 2012 la Biblioteca Nacional de Serbia y la Biblioteca Nacional de España tienen un acuerdo de intercambio de recursos de investigación así como de documentos, bibliografía, etc. para “fortalecer la amistad y el entendimiento entre los dos pueblos”.